# 양효석
양효석(1991년 6월 29일 ~ )은 KT 위즈의 전 야구 선수다.

## KT 위즈시절
2014년에 입단하였다.

## 출신 학교
- 덕수고등학교
- 홍익대학교

## 같이 보기
- 2014년 Kt 위즈 시즌